# T37 AL 111 à 123
 (avril 2025).
Motif : Immense base de données ?
- Archive Wikiwix
- Bing
- Cairn
- DuckDuckGo
- E. Universalis
- Gallica
- Google
- G. Books
- G. News
- G. Scholar
- Persée
- Qwant
- (zh) Baidu
- (ru) Yandex
- (wd) trouver des œuvres sur Wikidata

| 1. | Préciser le motif de la pose du bandeau. | Précisez le motif de la pose du bandeau en utilisant la syntaxe suivante : {{admissibilité à vérifier\|date=avril 2025\|motif=remplacez ce texte par le motif}}                       |
| 2. | Informer les utilisateurs concernés.     | Pensez à avertir le créateur de l'article, par exemple, en insérant le code ci-dessous sur sa page de discussion : {{subst:avertissement admissibilité à vérifier\|T37 AL 111 à 123}} |

Les 040 T37 numéros 111 à 123 furent des locomotives à vapeur à voie métrique construites pour la Direction générale impériale des chemins de fer d'Alsace-Lorraine (EL) par la société Hagans sise à Erfurt.

## Genèse
La livraison se fit en 5 lots :
- les EL 111 à 113 furent livrées en 1903 et affectées au dépôt de Phalsbourg-Maison rouge;
- les EL 114 à 116 furent livrées en 1904 et affectées au dépôt de Phalsbourg-Maison rouge pour la 114 et au dépôt de Colmar pour les 2 autres;
- les EL 117 à 120 furent livrées en 1908 et affectées au dépôt de Phalsbourg-Maison rouge pour la 120 et au dépôt de Colmar pour les 3 autres;
- les EL 121 et 122 furent livrées en 1910 et affectées au dépôt de Colmar;
- et la EL 123 fut livrée en 1913 et affectée au dépôt de Colmar;

## Utilisation et services
Elles furent affectées sur les lignes à voie métrique exploitées par l'EL, à savoir :
- Ligne de Colmar-Central à Marckolsheim
- Chemin de fer de la vallée de Kaysersberg
- Ligne de Colmar-Sud à Bollwiller via Ensisheim
- Ligne de Lutzelbourg à Drulingen via Phalsbourg

La première immatriculation portée par les premières machines fut : série E6 numéro 868 à 870 et 976 à 978 mais à la suite du changement d'immatriculation de 1906 la série prit l'immatriculation T22 numéro 3031 à 3042. Lors du deuxième changement de 1912, la série fut immatriculée T37 numéro 111 à 123. En 1938 à la création de la SNCF elles furent les seules machines à voie métrique à bénéficier de l'immatriculation SNCF où elles furent immatriculées : 1-040 TB 111 à 123 pour les 11 machines restantes à cette date.
Pendant la Première Guerre mondiale la mise à voie normale de la ligne Colmar-Bollwiller réduit les besoins du dépôt de Colmar avec 6 unités devenant inutiles. Cependant au sortir de la Guerre il manque quatre 030 T sur la ligne Lutzelbourg-Phalsbourg-Drulingen et on s'empresse de muter 2 machines (les 115 et 116 ) excédentaires de Colmar.
Le chemin de fer de la vallée de Kaysersberg appelle occasionnellement, et sous forme de location, ces machines en renfort sur la ligne de Lapoutroie et sur le tramway de Wintzenheim et ce jusqu'à la fusion avec l'AL en 1932.
En 1938, à la création de la SNCF elles deviennent donc les 1-040 TB 111 à 123 pour les 11 survivantes avec les 1-040 TB 112, 121 et 122 au dépôt de Colmar et les 1-040 TB 111, 113 à 116, 119, 120 et 123 au dépôt de Phalsbourg-Maison rouge. Les EL 117 et 118 étant radiées en 1934 et démolies aux ateliers de Montigny-les-Metz.
La carrière des machines fut liée à la survie des lignes à voie métrique, ce qui pour celle de Colmar signifia l'arrêt des circulations en décembre 1944 à la suite des destructions dues à la Seconde Guerre mondiale. Pourtant en septembre 1945 une machine, la 1-040 TB 112, fut remise en pression mais uniquement pour regrouper les wagons trainant sur les embranchements particuliers. Ensuite, avec la 1-040 TB 121, (la 1-040 TB 122 ayant été emmenée en Allemagne par l'occupant où elle disparut) les deux machines furent maintenues en état de marche jusqu'à la fin de 1946 date de leurs radiation. Néanmoins, au 1er janvier 1949 elles figuraient encore à l'effectif.
Pour les machines de Phalsbourg la déchéance commença par le mois d'octobre 1948 avec la suppression des trains de voyageurs et la mise en place de trains mixtes (marchandise-voyageurs) et ce jusqu'en octobre 1949 avec la suppression totale du service voyageur. Le service marchandise se maintint jusqu'en septembre 1953 où la 1-040 TB 111 remorqua le dernier train et mit fin à la carrière de ces machines.
Une particularité de ces machines tient du fait que pour faciliter l'inscription en courbe l'essieu arrière est traité en bissel. De fait, les bielles attaquent un faux essieu formant cardan avec les billes au centre et celles-ci attaquent un arbre creux se déplaçant latéralement et sur lequel sont serties les roues.

## Description
Ces machines à quatre essieux accouplés avaient un moteur à deux cylindres à simple expansion. Le foyer était un foyer de type « Crampton » et l'échappement était du type fixe « Allemand ». La distribution était extérieure du type « Walschaert ». Les longerons étaient intérieurs pour les 3 premiers essieux et extérieurs pour le dernier de façon à loger la grille du foyer. Les soutes à eau étaient réparties latéralement et entre les longerons.

## Caractéristiques
- Pression de la chaudière : 12 kg/cm2
- Surface de grille : 0,94 m2
- Surface de chauffe : 50,70 m2
- Diamètre et course des cylindres : 350 mm × 400 mm
- Diamètre des roues motrices : 850 mm
- Capacité en eau : 3 m3
- Capacité en charbon : 0,7 t
- Masse à vide : 22,8 t
- Masse en ordre de marche : 28,650 t
- Masse adhérente : 28,650 t
- Longueur hors tout : 7,51 m
- Vitesse maxi en service : 30 km/h puis 40 km/h avec la pompe à air Westinghouse